# La Sagrera (Riells del Fai)
La Sagrera és el barri primigeni del poble de Riells del Fai, del terme municipal de Bigues i Riells, al Vallès Oriental.
Està situada a l'entorn de l'església parroquial de Sant Vicenç de Riells, al nord de la masia del Picardell i a llevant del mas Viaplana. A l'extrem septentrional de la Sagrera hi ha la casa de la Violeta.